# Stomatopora dichotoma
Stomatopora dichotoma is een uitgestorven mosdiertjessoort uit de familie van de Stomatoporidae. De wetenschappelijke naam van de soort is voor het eerst geldig gepubliceerd in 1839 door d'Orbigny.